# ISO 3166-2:PW

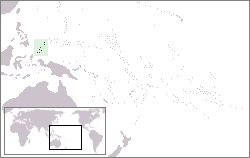
نمایی از نقشهٔ کشور پالائو. کد ISO 3166-2:PW بخشی از استانداردِ ایزو ۳۱۶۶ برای این کشور است.

کد ISO 3166-2:PW بخشی از استاندارد ایزو ۳۱۶۶ برای کشور پالائو است که توسط سازمان بین‌المللی استانداردسازی ISO تنظیم شده‌است این سازمان، کدهای استاندارد را برای تقسیمات کشوری (ایالت‌ها یا استان‌های) کشورهای فهرست شده در استاندارد ایزو ۳۱۶۶-۱ تعریف می‌کند.
هر کد شامل دو بخش می‌گردد که توسط علامت - جدا می‌گردند.
- بخش نخست PW که در ایزو ۳۱۶۶-۱ آلفا-۲ کد  کشور پالائو است.
- بخش دوم شامل یک یا دو یا سه حرف است که بیان‌کننده استان یا ایالت کشور پالائو می‌باشد.

## کدها
| کدها   | ایالت        |
| ------ | ------------ |
| PW-002 | Aimeliik     |
| PW-004 | Airai        |
| PW-010 | Angaur       |
| PW-050 | هاتوهوبئی    |
| PW-100 | Kayangel     |
| PW-150 | کورور        |
| PW-212 | ملکئوک       |
| PW-214 | Ngaraard     |
| PW-218 | Ngarchelong  |
| PW-222 | Ngardmau     |
| PW-224 | Ngatpang     |
| PW-226 | Ngchesar     |
| PW-227 | Ngeremlengui |
| PW-228 | Ngiwal       |
| PW-350 | Peleliu      |
| PW-370 | سونسورول     |